# Блонди (куче)
Вижте пояснителната страница за други значения на Блонди.
Бло́нди (на немски: Blondi) е женското куче на Адолф Хитлер, порода немска овчарка, което му е подарено от Мартин Борман през 1941 г. Съпътства жизнения път на водача на Третия Райх до края на живота му.
В бункера на Хитлер през последните дни на април 1945 г. Блонди ражда 5 малки кученца от немската овчарка Харис на вдовицата на архитекта Паул Трост. Хитлер кръщава едното от малките Волф на името си Адолф, което значи „благороден вълк“.
Блонди е умъртвена с цианид при настъплението на Червената армия в хода на битката за Берлин по заповед на Хитлер от личния му лекар Лудвиг Щумпфегер. Съдбата на малките кученца на Блонди е неизвестна.